# Mega Man Zero (serie)
Mega Man Zero är en serie datorspel. Det är den uppföljande serien till Mega Man X serien. Serien handlar om Zeros kamp mot Neo Arcadia.

## Handling
100 år har gått sedan Zero sövde ner sig själv. Han gjorde detta av den enkla anledningen att han ville rena sin kropp från viruset och därmed sluta bli en fara för samhället. Världen har förändrats drastiskt och styrs nu med järnhand av den tyranniska armén kallad Neo Arcadia. Ingen vågar i princip ifrågasätta deras lagar och idéer, men en grupp, eller snarare armé kallad Resistance har sina egna synpunkter på deras onda idéer. En av deras forskare, en människa vid namn Ciel, har börjat forska runt lite kring Zeros förflutna. En dag får hon reda på var han senast sågs till, och det visar sig vara på en nu förbjuden plats. Tillsammans med en grupp soldater beger hon sig dit, men de inser snart att de är förföljda av Neo Arcadia.
Till sist når de en återvändsgränd, en väldigt gammal kammare långt ner i ruinerna. Men här finns också det de letat efter; Zero. Hans kropp har förändrats radikalt och han ser inte alls ut som förut när han hänger där i mitten av kammaren. En soldat försöker röra vid honom, men knuffas bort av ett kraftfält. Neo Arcadias soldater närmar sig med stormsteg och Ciels lilla vän, en så kallas Cyber-Elf, säger åt henne att använda hennes kraft mot kraftfältet. Neo Arcadias stormar strax därpå in och skjuter ner Ciels soldater, varpå hon motvilligt går med på vad hennes Cyber-Elf sa. Hon flyger rakt in i kraftfältet och förstör det bara inte, utan väcker dessutom upp Zero. Utan att veta varför skjuter han ner soldaterna och eskorterar Ciel ut från ruinerna, innan han stöter på en enorm robot. Då aktiveras plötsligt en maskin som kastar ut Zeros gamla vapen, Z-Saber, varpå Zero förintar roboten och räddar Ciel.
Väl tillbaka i högkvarteret får Zero reda på att Neo Arcadia styrs av en välbekant figur; X. Zero känner igen namnet, men har inga minnesbilder av personen. Men han inser att Neo Arcadia måste stoppas, och det fort, annars kan världen ha sett sitt sista ljus för gott.

## Titlar
- Mega Man Zero (Game Boy Advance)
- Mega Man Zero 2 (Game Boy Advance)
- Mega Man Zero 3 (Game Boy Advance)
- Mega Man Zero 4 (Game Boy Advance)